# Histoire du parlement de Paris
L'Histoire du parlement de Paris paraît, sous le nom de « M. l'abbé Big*** », vers la fin du mois de juin 1769. Cette première édition, en 67 chapitres, imprimée par Marc-Michel Rey, est suivie de nombreuses éditions revues, corrigées et augmentées. Un manuscrit de la main de Wagnière témoigne de la révision des premières pages du chapitre 67 (qui deviendra par la suite le chapitre 68), « De l'abolissement des jésuites ». La quatrième édition, datant aussi de 1769, comporte un nouveau chapitre 43 (ce qui entraîne la renumérotation des chapitres 43 à 67 des éditions précédentes), « Singulier arrêt du parlement contre le prince de Condé, qui avait emmené sa femme à Bruxelles ». 
En 1773, Voltaire réagit à la « réforme Maupeou » de janvier 1771, en ajoutant deux chapitres à la fin du livre, le chapitre 69, « Le parlement mécontente le roi et une partie de la nation. Son arrêt contre le chevalier de La Barre et contre le général Lalli » (qui reproduit la Relation de la mort du chevalier de La Barre), et le chapitre 70, « Cassation du parlement de Paris et des autres parlements du royaume. Création de parlements nouveaux ». En 1775, la Relation est retirée du texte, ces deux chapitres sont fusionnés, et quelques lignes sur le rétablissement du parlement par Louis XVI sont ajoutées.

## Chapitres
- Avant-propos
- 1 Des anciens parlements
- 2 Des parlements jusqu'à Philippe le Bel
- 3 Des barons siégeant en parlement et amovibles ; des clercs adjoints, de leurs gages, des jugements
- 4 Du procès des Templiers
- 5 Du parlement devenu assemblée de jurisconsultes, et comme ils furent assesseurs en cour des pairs
- 6 Comment le parlement de Paris devint juge du dauphin de France, avant qu'il eût seul jugé aucun pair
- 7 De la condamnation du duc d'Alençon
- 8 Des pairs ; et quels furent les pairs qui jugèrent à mort le roi Jean sans Terre
- 9 Pourquoi le parlement de Paris fut appelé la cour des pairs
- 10 Du parlement de Paris rétabli par Charles VII
- 11 De l'usage d'enregistrer les édits au parlement, et des premières remontrances
- 12 Du parlement dans la minorité de Charles VIII et comment il refusa de se mêler du gouvernement et des finances
- 13 Du parlement sous Louis XII
- 14 Des grands changements faits sous Louis XII trop négligés par la plupart des historiens
- 15 Comment le parlement se conduisit dans l'affaire du concordat
- 16 De la vénalité des charges, et des remontrances sous François Ier
- 17 Du jugement de Charles duc de Bourbon, pair, grand-chambrier et connétable de France
- 18 De l'assemblée dans la grande salle du Palais à l'occasion du duel entre Charles V et François Ier
- 19 Des supplices infligés aux Protestants, des massacres de Mérindol et de Cabrières, et du parlement de Provence jugé criminellement par le parlement de Paris
- 20 Du parlement sous Henri II
- 21 Du supplice d'Anne Du Bourg
- 22 De la conjuration d'Amboise, et de la condamnation à mort de Louis de Bourbon prince de Condé
- 23 Des premiers troubles sous la régence de Catherine de Médicis
- 24 Du Chancelier de L'Hôpital. De l'assassinat de François de Guise
- 25 De la majorité de Charles IX et de ses suites
- 26 De l'introduction des jésuites en France
- 27 Du Chancelier de L'Hôpital et de ses lois
- 28 Suite des guerres civiles. Retraite du Chancelier de L'Hôpital. Journée de la Saint-Barthélemy. Conduite du parlement
- 29 Seconde régence de Catherine de Médicis. Premiers États de Blois. Empoisonnement de Henri de Condé. Lettre de Henri IV etc.
- 30 Assassinat des Guise. Procès criminel commencé contre le roi Henri III
- 31 Parlement traîné à la Bastille par les factieux. Décret de la Sorbonne contre Henri III. Meurtre de ce monarque
- 32 Arrêts de plusieurs parlements après la mort de Henri III. Le premier président Brisson pendu par la faction des Seize
- 33 Le royaume démembré. Le seul parlement séant auprès de Henri IV peut montrer sa fidélité. Il décrète de prise de corps le nonce du pape
- 34 États généraux tenus à Paris par des Espagnols et des Italiens. Le parlement soutient la loi salique. Abjuration de Henri IV
- 35 Henri IV reconnu dans Paris
- 36 Henri IV assassiné par Jean Châtel. Jésuites chassés. Le roi maudit à Rome, et puis absous
- 37 Assemblée de Rouen. Administration des finances
- 38 Henri IV ne peut obtenir de l'argent pour reprendre Amiens, et s'en passe, et le reprend
- 39 D'une fameuse démoniaque
- 40 De l'Édit de Nantes. Discours de Henri IV au parlement. Paix de Vervins
- 41 Divorce de Henri IV
- 42 Jésuites rappelés
- [43] Singulier arrêt du parlement contre le prince de Condé, qui avait emmené sa femme à Bruxelles [chapitre ajouté dans la quatrième édition, en 1769]
- 43 [44] Meurtre de Henri IV. Le parlement déclare sa veuve régente
- 44 [45] Obsèques du grand Henri IV
- 45 [46] États généraux. Étranges assertions du Cardinal Du Perron. Fidélité et fermeté du parlement
- 46 [47] Querelle du duc d'Épernon avec le parlement. Remontrances mal reçues
- 47 [48] Du meurtre du maréchal d'Ancre et de sa femme
- 48 [49] Arrêt du parlement en faveur d'Aristote. Habile friponnerie d'un nonce. Mort de l'avocat-général Servin en parlant au parlement
- 49 [50] La mère et le frère du roi quittent le royaume. Conduite du parlement
- 50 [51] Du mariage de Gaston de France avec Marguerite de Lorraine, cassé par le parlement de Paris et par l'assemblée du clergé
- 51 [52] De la résistance apportée par le parlement à l'établissement de l'Académie française
- 52 [53] Secours offert au roi par le parlement de Paris. Plusieurs de ses membres emprisonnés. Combat du parlement avec la Chambre des comptes dans l'Église de Notre-Dame
- 53 [54] Commencement des troubles pendant le ministère de Mazarin. Le parlement suspend pour la première fois ses fonctions de la justice
- 54 [55] Commencement des troubles civils causés par l'administration des finances
- 55 [56] Des barricades et de la guerre de la Fronde
- 56 [57] Fin des guerres civiles de Paris. Le parlement rentre dans son devoir. Il harangue le Cardinal Mazarin
- 57 [58] Du parlement, depuis que Louis XIV régna par lui-même
- 58 [59] Régence du duc d'Orléans
- 59 [60] Finances et système de Lass pendant la régence
- 60 [61] L'Écossais Lass contrôleur-général. Ses opérations, ruine de l'État
- 61 [62] Du parlement et de la bulle Unigenitus au temps du ministère de Dubois archevêque de Cambrai et cardinal
- 62 [63] Du parlement sous le ministère du duc de Bourbon
- 63 [64] Du parlement au temps du cardinal Fleury
- 64 [65] Du parlement, des convulsions, des folies de Paris jusqu'à 1752
- 65 [66] Suite des folies
- 66 [67] Attentat de Damiens sur la personne du roi
- 67 [68] De l'abolissement des jésuites
- [69] Le parlement mécontente le roi et une partie de la nation. Son arrêt contre le chevalier de La Barre et contre le général Lalli [chapitre ajouté en 1773, puis fusionné avec le chapitre suivant en 1775]
- [70] Cassation du parlement de Paris et des autres parlements du royaume. Création de parlements nouveaux [chapitre ajouté en 1773, puis fusionné avec le chapitre précédent en 1775]